# ロイヤル・ガーデン・ブルース

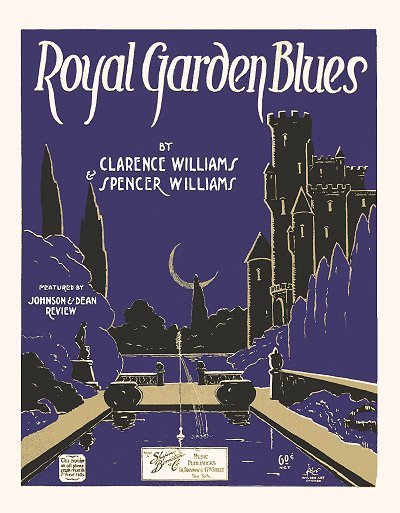

「ロイヤル・ガーデン・ブルース (Royal Garden Blues)」は、1919年にクラレンス・ウィリアムズ (Clarence Williams) とスペンサー・ウィリアムズが作曲したブルースの歌である。オリジナル・ディキシーランド・ジャズ・バンドにより大衆化され、それ以降、数々の音楽家により録音され、ジャズのスタンダードになった。この歌はとりわけ初期のリフに基づくポピュラー・ソングであると考えられている。
クラレンス・ウィリアムズとスペンサー・ウィリアムズ（両者は他人である）は、「I Ain’t Gonna Give Nobody None o' This Jelly Roll」と「Yama Yama Blues」という2つの異なる歌を合作した。スペンサー・ウィリアムズがこの2曲の実際の作者で、クラレンスはこの歌（「ロイヤル・ガーデン・ブルース」）を出版するため著作権表示の共有を認められたと考えられている。